# 円堂都司昭
円堂 都司昭（えんどう としあき、1963年 - ）は、日本の文芸評論家、音楽評論家。
本名・遠藤利明。探偵小説研究会、日本推理作家協会、本格ミステリ作家クラブ各会員。

## 来歴
1963年千葉県生まれ。千葉県立千葉東高等学校、早稲田大学第二文学部東洋文化専修卒。石油化学・製紙関係の業界誌記者のかたわら、『Rockin'on』『ROCKIN'ON JAPAN』などで音楽ライターとして活動。
1999年、「シングル・ルームとテーマパーク　綾辻行人『館』論」で第6回創元推理評論賞を受賞。2008年、『「謎」の解像度』で日本推理作家協会賞 評論その他の部門、本格ミステリ大賞（評論・研究部門）を受賞。

## 著書
- 『YMOコンプレックス』平凡社、2003年
- 『「謎」の解像度 ウェブ時代の本格ミステリ』光文社、2008年
- 『ゼロ年代の論点 ウェブ・郊外・カルチャー』ソフトバンク新書、2011年
- 『ソーシャル化する音楽 「聴取」から「遊び」へ』青土社、2013年
- 『エンタメ小説進化論 = The theory of "ENTAME" novels evolution "今"が読める作品案内』講談社、2013年
- 『ディズニーの隣の風景 オンステージ化する日本』原書房、2013年
- 『戦後サブカル年代記　日本人が愛した「終末」と「再生」』青土社、2015年
- 『ディストピア・フィクション論―悪夢の現実と対峙する想像力』作品社、2019年
- 『意味も知らずにプログレを語るなかれ』リットーミュージック、2019年
- 『ポスト・ディストピア論―逃げ場なき現実を超える想像力』青土社、2023年
- 『物語考　異様な者とのキス』作品社、2024年
- 『坂本龍一語録：教授の音楽と思考の軌跡』ぱる出版、2024年

## 共著
- 『バンド臨終図巻』河出書房新社、2010年、文春文庫、2016年。共著：速水健朗，栗原裕一郎，大山くまお，成松哲
- 『ミステリースクール』講談社、2023年。共著：大森望, 佳多山大地, 栗俣力也, 末國善己, 杉江松恋, 千街晶之